# Simijaca (ort)
Simijaca är en ort i Colombia.   Den ligger i departementet Cundinamarca, i den centrala delen av landet, 100 km norr om huvudstaden Bogotá. Simijaca ligger 2 563 meter över havet och antalet invånare är 4 767.
Terrängen runt Simijaca är varierad. Runt Simijaca är det ganska tätbefolkat, med 67 invånare per kvadratkilometer. Närmaste större samhälle är Chiquinquirá, 13,2 km norr om Simijaca. I omgivningarna runt Simijaca växer i huvudsak städsegrön lövskog.